# Adamo Nagalo
Adamo Nagalo (Abidjan, 22 september 2002) is een Burkinees-Ivoriaans voetballer die doorgaans speelt als centrale verdediger. In september 2024 verruilde hij FC Nordsjælland voor PSV. Nagalo maakte in 2022 zijn debuut in het Burkinees voetbalelftal.

## Clubcarrière
Nagalo speelde in de Right to Dream Academy in Ghana, voor hij in de zomer van 2022 overgenomen werd door FC Nordsjælland. Hier maakte hij zijn professionele debuut op 12 maart 2021. Op die dag werd in de Superligaen met 0–3 gewonnen van Lyngby BK door doelpunten van Ibrahim Sadiq, Isaac Atanga en Andreas Schjelderup. Nagalo moest van coach Flemming Pedersen op de reservebank beginnen en hij mocht drie minuten voor het einde van de reguliere speeltijd invallen voor Daniel Svensson. Vanaf het begin van het seizoen 2021/22 kreeg Nagalo overwegend een basisplaats.
Zijn eerste doelpunt maakte hij op 26 september 2021, thuis tegen FC Kopenhagen. Na een tegentreffer van Jens Stage en een eigen doelpunt van Mads Døhr Thychosen tekende de Burkinese verdediger voor de aansluitingstreffer, maar door doelpunten van Kevin Diks, Pep Biel en Ísak Bergmann Jóhannesson won Kopenhagen het duel met 1–5. Door een tweede plaats in de jaargang 2022/23 debuteerde Nagalo het seizoen erop in de UEFA Conference League. In november 2023 tekende Nagalo een contract tot medio 2027.
Nagalo maakte in de zomer van 2024 voor een bedrag van circa zeven miljoen euro de overstap naar PSV. Bij de Eindhovenaren zette hij zijn handtekening onder een verbintenis voor de duur van vijf seizoenen.

## Clubstatistieken
| Seizoen | Club            | Competitie     | Competitie | Competitie | Beker | Beker | Internationaal | Internationaal | Totaal | Totaal |
| Seizoen | Club            | Competitie     | Wed.       | Dlp.       | Wed.  | Dlp.  | Wed.           | Dlp.           | Wed.   | Dlp.   |
| ------- | --------------- | -------------- | ---------- | ---------- | ----- | ----- | -------------- | -------------- | ------ | ------ |
| 2020/21 | FC Nordsjælland | Superligaen    | 6          | 0          | 0     | 0     | —              | —              | 6      | 0      |
| 2021/22 | FC Nordsjælland | Superligaen    | 27         | 1          | 2     | 0     | —              | —              | 29     | 1      |
| 2022/23 | FC Nordsjælland | Superligaen    | 28         | 1          | 5     | 1     | —              | —              | 33     | 2      |
| 2023/24 | FC Nordsjælland | Superligaen    | 31         | 1          | 5     | 0     | 9              | 0              | 45     | 1      |
| 2024/25 | FC Nordsjælland | Superligaen    | 1          | 0          | 0     | 0     | —              | —              | 1      | 0      |
| 2024/25 | PSV             | Eredivisie     | 6          | 0          | 1     | 0     | 5              | 0              | 12     | 0      |
| 2024/25 | Jong PSV        | Eerste divisie | 3          | 0          | —     | —     | —              | —              | 3      | 0      |
| Totaal  | Totaal          | Totaal         | 102        | 3          | 13    | 1     | 14             | 0              | 129    | 4      |

Bijgewerkt op 19 mei 2024.

## Interlandcarrière
Nagalo maakte zijn debuut in het Burkinees voetbalelftal op 19 november 2022 in een vriendschappelijke wedstrijd tegen Ivoorkust. Door doelpunten van Dango Ouattara en Edmond Tapsoba en een tegentreffer van Ibrahim Sangaré werd met 1–2 gewonnen. Nagalo mocht van bondscoach Hubert Velud in de basisopstelling beginnen en hij speelde het gehele duel mee.
In december 2023 werd Nagalo door Velud opgenomen in de selectie van Burkina Faso voor het uitgestelde Afrikaans kampioenschap 2023. De groepsfase werd overleefd na een overwinning op Mauritanië (1–0), een gelijkspel tegen Algerije (2–2) en een nederlaag tegen Angola (2–0), waarna Mali in de achtste finales met 2–1 te sterk was. Nagalo speelde twee wedstrijden. 
| Interlands van Adamo Nagalo voor Burkina Faso | Interlands van Adamo Nagalo voor Burkina Faso | Interlands van Adamo Nagalo voor Burkina Faso | Interlands van Adamo Nagalo voor Burkina Faso | Interlands van Adamo Nagalo voor Burkina Faso | Interlands van Adamo Nagalo voor Burkina Faso | Interlands van Adamo Nagalo voor Burkina Faso |
| №                                             | Datum                                         | Wedstrijd                                     | Uitslag                                       | Competitie                                    | Goals                                         |                                               |
| Als speler bij FC Nordsjælland                | Als speler bij FC Nordsjælland                | Als speler bij FC Nordsjælland                | Als speler bij FC Nordsjælland                | Als speler bij FC Nordsjælland                | Als speler bij FC Nordsjælland                | Als speler bij FC Nordsjælland                |
| --------------------------------------------- | --------------------------------------------- | --------------------------------------------- | --------------------------------------------- | --------------------------------------------- | --------------------------------------------- | --------------------------------------------- |
| 1                                             | 19 november 2022                              | Ivoorkust – Burkina Faso                      | 1 – 2                                         | Vriendschappelijk                             |                                               |                                               |
| 2                                             | 28 maart 2023                                 | Togo – Burkina Faso                           | 1 – 1                                         | AK 2023 kwalificatie                          |                                               |                                               |
| 3                                             | 8 september 2023                              | Burkina Faso – Swaziland                      | 0 – 0                                         | AK 2023 kwalificatie                          |                                               |                                               |
| 4                                             | 12 september 2023                             | Marokko – Burkina Faso                        | 1 – 0                                         | Vriendschappelijk                             |                                               |                                               |
| 5                                             | 13 oktober 2023                               | Equatoriaal-Guinea – Burkina Faso             | 0 – 0                                         | Vriendschappelijk                             |                                               |                                               |
| 6                                             | 17 oktober 2023                               | Mauritanië – Burkina Faso                     | 1 – 2                                         | Vriendschappelijk                             |                                               |                                               |
| 7                                             | 17 november 2023                              | Burkina Faso – Guinee-Bissau                  | 1 – 1                                         | WK 2026 kwalificatie                          |                                               |                                               |
| 8                                             | 21 november 2023                              | Ethiopië – Burkina Faso                       | 0 – 3                                         | WK 2026 kwalificatie                          |                                               |                                               |
| 9                                             | 5 januari 2024                                | Iran – Burkina Faso                           | 2 – 1                                         | Vriendschappelijk                             |                                               |                                               |
| 10                                            | 10 januari 2024                               | Congo-Kinshasa – Burkina Faso                 | 1 – 2                                         | Vriendschappelijk                             |                                               |                                               |
| 11                                            | 20 januari 2024                               | Algerije – Burkina Faso                       | 2 – 2                                         | AK 2023                                       |                                               |                                               |
| 12                                            | 30 januari 2024                               | Mali – Burkina Faso                           | 2 – 1                                         | AK 2023                                       |                                               |                                               |
| 13                                            | 22 maart 2024                                 | Burkina Faso – Libië                          | 1 – 2                                         | Vriendschappelijk                             |                                               |                                               |
| 14                                            | 26 maart 2024                                 | Niger – Burkina Faso                          | 1 – 1                                         | Vriendschappelijk                             |                                               |                                               |
| 15                                            | 10 juni 2024                                  | Burkina Faso – Sierra Leone                   | 2 – 2                                         | WK 2026 kwalificatie                          |                                               |                                               |
| Als speler bij PSV                            |                                               |                                               |                                               |                                               |                                               |                                               |
| 16                                            | 21 maart 2025                                 | Burkina Faso – Djibouti                       | 4 – 1                                         | WK 2026 kwalificatie                          |                                               |                                               |
| 17                                            | 24 maart 2025                                 | Guinee-Bissau – Burkina Faso                  | 1 – 2                                         | WK 2026 kwalificatie                          |                                               |                                               |

Bijgewerkt op 19 mei 2025.

## Erelijst
| Eredivisie           | 1 | 2024/25 |
| Johan Cruijff Schaal | 1 | 2025    |